# Dawa Hotessa
Dawa Hotessa (Addis Abeba, 9 marzo 1996) è un calciatore etiope, attaccante dell'Adama City e della nazionale etiope.

## Carriera

### Club
Ha giocato con vari club nella prima divisione etiope.

### Nazionale
Debutta con la nazionale etiope il 3 agosto 2014 in occasione dell'amichevole persa 1-0 contro l'Angola.
Il 23 dicembre 2021 viene incluso nella lista finale per la Coppa delle nazioni africane 2021.

## Statistiche
Statistiche aggiornate all'8 gennaio 2022.

### Cronologia presenze e reti in nazionale
| Cronologia completa delle presenze e delle reti in nazionale ― Etiopia | Cronologia completa delle presenze e delle reti in nazionale ― Etiopia | Cronologia completa delle presenze e delle reti in nazionale ― Etiopia | Cronologia completa delle presenze e delle reti in nazionale ― Etiopia | Cronologia completa delle presenze e delle reti in nazionale ― Etiopia | Cronologia completa delle presenze e delle reti in nazionale ― Etiopia | Cronologia completa delle presenze e delle reti in nazionale ― Etiopia | Cronologia completa delle presenze e delle reti in nazionale ― Etiopia |
| Data                                                                   | Città                                                                  | In casa                                                                | Risultato                                                              | Ospiti                                                                 | Competizione                                                           | Reti                                                                   | Note                                                                   |
| ---------------------------------------------------------------------- | ---------------------------------------------------------------------- | ---------------------------------------------------------------------- | ---------------------------------------------------------------------- | ---------------------------------------------------------------------- | ---------------------------------------------------------------------- | ---------------------------------------------------------------------- | ---------------------------------------------------------------------- |
| 3-8-2014                                                               | Luanda                                                                 | Angola                                                                 | 1 – 0                                                                  | Etiopia                                                                | Amichevole                                                             | -                                                                      | 54’                                                                    |
| 11-10-2014                                                             | Addis Abeba                                                            | Etiopia                                                                | 0 – 2                                                                  | Mali                                                                   | Qual. Coppa d'Africa 2015                                              | -                                                                      | 74’                                                                    |
| 15-10-2014                                                             | Bamako                                                                 | Mali                                                                   | 2 – 3                                                                  | Etiopia                                                                | Qual. Coppa d'Africa 2015                                              | -                                                                      | 75’                                                                    |
| 9-11-2014                                                              | Kampala                                                                | Uganda                                                                 | 3 – 0                                                                  | Etiopia                                                                | Amichevole                                                             | -                                                                      |                                                                        |
| 15-11-2014                                                             | Blida                                                                  | Algeria                                                                | 3 – 1                                                                  | Etiopia                                                                | Qual. Coppa d'Africa 2015                                              | -                                                                      | 36’ 46’                                                                |
| 30-9-2017                                                              | Gaborone                                                               | Botswana                                                               | 2 – 0                                                                  | Etiopia                                                                | Amichevole                                                             | -                                                                      |                                                                        |
| 12-11-2017                                                             | Kigali                                                                 | Ruanda                                                                 | 0 – 0                                                                  | Etiopia                                                                | Qual. CHAN 2018                                                        | -                                                                      |                                                                        |
| 5-12-2017                                                              | Kakamega                                                               | Etiopia                                                                | 3 – 0                                                                  | Sudan del Sud                                                          | Coppa CECAFA 2017 - 1º turno                                           | -                                                                      | 74’                                                                    |
| 7-12-2017                                                              | Kakamega                                                               | Etiopia                                                                | 1 – 4                                                                  | Burundi                                                                | Coppa CECAFA 2017 - 1º turno                                           | 1                                                                      |                                                                        |
| 10-12-2017                                                             | Kakamega                                                               | Etiopia                                                                | 1 – 1                                                                  | Uganda                                                                 | Coppa CECAFA 2017 - 1º turno                                           | -                                                                      |                                                                        |
| 2-9-2018                                                               | Auasa                                                                  | Etiopia                                                                | 1 – 1                                                                  | Burundi                                                                | Amichevole                                                             | -                                                                      |                                                                        |
| 9-9-2018                                                               | Auasa                                                                  | Etiopia                                                                | 1 – 0                                                                  | Sierra Leone                                                           | Qual. Coppa d'Africa 2019                                              | -                                                                      | 86’                                                                    |
| 10-10-2018                                                             | Bahar Dar                                                              | Etiopia                                                                | 0 – 0                                                                  | Kenya                                                                  | Qual. Coppa d'Africa 2019                                              | -                                                                      | 41’ 87’                                                                |
| 14-10-2018                                                             | Kasarani                                                               | Kenya                                                                  | 3 – 0                                                                  | Etiopia                                                                | Qual. Coppa d'Africa 2019                                              | -                                                                      | 56’                                                                    |
| 11-11-2021                                                             | Soweto                                                                 | Etiopia                                                                | 1 – 1                                                                  | Ghana                                                                  | Qual. Mondiali 2022                                                    | -                                                                      |                                                                        |
| 14-11-2021                                                             | Harare                                                                 | Zimbabwe                                                               | 1 – 1                                                                  | Etiopia                                                                | Qual. Mondiali 2022                                                    | -                                                                      | 80’                                                                    |
| 30-12-2021                                                             | Limbé                                                                  | Etiopia                                                                | 3 – 2                                                                  | Sudan                                                                  | Amichevole                                                             | -                                                                      |                                                                        |
| 13-1-2022                                                              | Yaoundé                                                                | Camerun                                                                | 4 – 1                                                                  | Etiopia                                                                | Coppa d'Africa 2021 - 1º turno                                         | 1                                                                      | 73’                                                                    |
| Totale                                                                 |                                                                        | Presenze                                                               | 18                                                                     |                                                                        | Reti                                                                   | 2                                                                      |                                                                        |

## Palmarès

### Club

#### Competizioni nazionali
- Campionato etiope: 3

St. George: 2013-2014, 2014-2015, 2015-2016